# Dennis Greene (cầu thủ bóng đá)
Dennis Greene (sinh ngày 14 tháng 4 năm 1965) là một cựu cầu thủ bóng đá người Anh và gần đây là huấn luyện viên của Tamworth.

## Sự nghiệp thi đấu

### FC Haka
Greene gia nhập đội bóng Phần Lan FC Haka, trong thời gian với câu lạc bộ, ông giúp câu lạc bộ thăng hạng Veikkausliiga và giúp câu lạc bộ vô địch Veikkausliiga 1998, cũng như thi đấu ở UEFA Cup Winners' Cup 1998–99 .

## Sự nghiệp huấn luyện viên

### Tamworth
Dennis Greene rời khỏi Tamworth vào tháng 1 năm 2019 .

## Danh hiệu

### Tư cách cầu thủ
FC Haka
- Veikkausliiga: 1998